# Ocean Man 69H
Ocean Man 69H är ett reservat i Kanada.   Det ligger i provinsen Saskatchewan, i den sydöstra delen av landet, 2 100 km väster om huvudstaden Ottawa.
Trakten runt Ocean Man 69H består till största delen av jordbruksmark. Trakten runt Ocean Man 69H är nära nog obefolkad, med mindre än två invånare per kvadratkilometer.